# Mickey perd la tête
Pour plus de détails, voir Fiche technique et Distribution.
Mickey perd la tête (Runaway Brain) est un court-métrage d'animation mettant en scène le personnage de Mickey Mouse, réalisé par Chris Bailey, produit par Walt Disney Feature Animation et sorti le 11 août 1995.
Mickey réapparaît dans ce film après plus de quarante ans d'absence comme vedette sur grands écrans. 

## Synopsis
Pour pouvoir offrir à sa fiancée Minnie un voyage à Hawaï, Mickey accepte de participer comme cobaye à une expérience scientifique menée par le docteur Frankenollie. Mais avant d'entrer dans le laboratoire de ce docteur aux manœuvres douteuses, il ignore encore que l'expérience en question n'est autre qu'un « transfert de cerveau » : ainsi, le cerveau de Mickey se retrouve dans le corps de Julius, une créature monstrueuse et gigantesque (qui a les traits de Pat Hibulaire), tandis que le cerveau de Julius va prendre le contrôle du corps de Mickey. À la suite de l'expérience, Julius, qui a désormais les traits de Mickey, voit une photographie de Minnie et s'entiche de cette dernière ; il s'échappe du laboratoire, avec l'intention de la retrouver. Mickey essaye d'empêcher Julius de faire du mal à sa fiancée mais, en raison de leur nouvelle apparence physique, Minnie fuit Mickey dans un premier temps, puis comprend sa méprise.
Durant le combat, Mickey et Julius tombent sur une ligne à haute tension, ce qui a pour effet d'inverser à nouveau les corps. Julius est ensuite battu par Mickey. Finalement, Minnie et Mickey utilisent Julius comme un bateau pour rejoindre une île.

## Fiche technique
- Titre original : Runaway Brain
- Titre français : Mickey perd la tête
- Série : Mickey Mouse
- Réalisation : Chris Bailey
- Scénario : Tim Hauser
- Animateur : Gary Dunn, Sylvain Deboissy
- Musique originale : John Debney
- Studio de création : Walt Disney Animation France
- Producteur : Ron Tippe
- Distributeur : Buena Vista Distribution
- Date de sortie :
  - États-Unis : 11 août 1995[1]
- Format d'image : Technicolor
- Durée : 7 minutes 45 secondes[2]
- Langue : (en)
- Pays de production :  États-Unis

## Distribution
- Wayne Allwine (VF : Jean-François Kopf) : Mickey
- Russi Taylor (VF : Marie-Charlotte Leclaire) : Minnie
- Kelsey Grammer (VF : Richard Darbois) : Dr. Frankenollie
- Jim Cummings : Julius
- Bill Farmer : Pluto

## Sorties
Ce court métrage est sorti au cinéma aux États-Unis comme pré-film de Le Kid et le Roi (A Kid in King Arthur's Court) le 11 août 1995 puis à nouveau le 16 juillet 1997 de George de la jungle. À l'international, il a été diffusé avec le film Dingo et Max (1995).
Il est disponible en DVD dans la collection Walt Disney Treasures dans le coffret édité aussi en français :
- États-Unis Mickey Mouse in Living Color, Vol. 2.
- France Mickey Mouse, les années couleurs - 1939 à nos jours

## Commentaires
(août 2009).
Si vous disposez d'ouvrages ou d'articles de référence ou si vous connaissez des sites web de qualité traitant du thème abordé ici, merci de compléter l'article en donnant les références utiles à sa vérifiabilité et en les liant à la section « Notes et références ».
- Au début du film, Mickey joue à un jeu vidéo de combat aux couleurs de Blanche-Neige, dans lequel Simplet se bat contre la sorcière.
- Lorsque Mickey perd sa partie de jeu vidéo, on peut entendre le cri de Wilhelm.
- Le plan dans lequel Mickey fixe la maison du docteur Frankenollie ressemble à l'affiche du film L'Exorciste.
- Le laboratoire du docteur Frankenollie se trouve au 1313 Lobotomy Lane (1313, impasse de la lobotomie). L'adresse du parc Disneyland de Californie est 1313 Harbor Boulevard, Anaheim, California.
- Alors qu'il enfile sa cravate avant de sonner à la porte du docteur Frankenollie, Mickey siffle la chanson de Steamboat Willie.
- Dans deux plans du film apparait furtivement Zazu, l'oiseau bleu du Roi Lion : lorsque Mickey se fait aspirer dans la cave du docteur Frankenollie, et lorsque Julius rugit sur Mickey au sommet de l'édifice.
- Dans le portefeuille de Mickey se trouve une photo de lui-même extraite de Steamboat Willie. Mickey explique : « Oh! Ca c'est une vieille photo ! ».
- Ce court métrage de Mickey Mouse est atypique pour plusieurs raisons. La première est que c'est un court métrage de Mickey Mouse, le premier édité depuis l'arrêt de la série en 1953. Mickey était apparu entre-temps au cinéma mais pour des moyens ou des longs métrages. De même il était encore présent à la télévision ou dans la bande dessinée.
- La seconde est le traitement que subit Mickey, il révèle ici un adversaire comparable au Venom de Spiderman. Toutefois le scénario rappelle le court métrage The Mad Doctor (1933). Leonard Maltin indique que le rythme, l'humour et la cinétique de l'animation des personnages sont en eux-mêmes la preuve que ce n'est pas un court métrage des années 1930 au 1940.
- Par ailleurs, le nom du docteur Frankenollie (qui évoque Frankenstein) est un clin d'œil humoristique à Frank Thomas et Ollie Johnston, deux animateurs des studios Disney[1],[2].
- Une adaptation de ce film en bande dessinée est apparue dans Le Journal de Mickey[3].
- Julius apparait aussi dans Kingdom Hearts 3D comme boss secret.